# Epipodofillotossine
Le epipodofillotossine (o epipodophyllotossine) sono farmaci citotossici utilizzati nella terapia oncologica, come antitumorali.

A questa classe di farmaci appartengono:
- etoposide (VP16)
- teniposide (VM26)
- podofillotossina
- epipodofillotossina.

Sono derivati semisintetici estratti dalla mandragora che producono tagli intracatenari nel DNA mediante stabilizzazione del complesso DNA-topoisomerasi II. La loro azione si svolge principalmente sulla fase G2 del ciclo cellulare.